# Irena Ondrová
Irena Ondrová (19. června 1949 Chomutov – 5. června 2021) byla česká politička, bývalá senátorka za obvod č. 78 – Zlín a primátorka Zlína v letech 2006 až 2010, v letech 2003 až 2015 radní pro rozhlasové a televizní vysílání, členka ODS.

## Vzdělání, profese a rodina
Do roku 1994 pracovala ve zlínských mateřských školách jako učitelka, v poslední z nich se stala ředitelkou. V roce 2003 dokončila studia kulturologie na Filozofické fakultě Univerzity Karlovy. Byla vdaná, měla syna.
Zemřela dne 5. června 2021 ve věku 71 let.

## Politická kariéra
V roce 1992 vstoupila do ODS. V letech 1994–1998 a 2002–2006 působila jako náměstkyně primátora města Zlína pro oblast školství, kultury a sociálních věcí, kde v letech 2006 až 2010 vykonávala funkci primátorky.
Ve volbách 1996 se stala členkou horní komory českého parlamentu, když v obou kolech porazila křesťanského demokrata Jaromíra Schneidera. V senátu se angažovala jako místopřesedkyně Výboru petičního, pro lidská práva, vědu, vzdělávání a kulturu (1996–1998 a 2000–2002), kterému v letech 1998–2000 předsedala.
Ve volbách 2002 svůj mandát obhajovala, a přestože první kolo vyhrála s 30,36 % hlasů, tak ve druhém kole dostala 42,97 % hlasů a nebyla zvolena.
Od roku 2003 zasedala v Radě pro rozhlasové a televizní vysílání. Funkce jí vypršela v červenci 2015. Ještě v komunálních volbách v roce 2018 kandidovala za ODS do Zastupitelstva města Zlín, ale neuspěla (byla na 19. místě kandidátky).